# Голдап (гмина)
Голдап (пол. Gołdap) — городско-сельская гмина (волость) в Польше, входит как административная единица в Голдапский повят, Варминьско-Мазурское воеводство. Население — 19 877 человек (на 2004 год).

## Демография
Данные по переписи 2004 года:
| Перепись                       | Всего   | Всего | Женщины | Женщины | Мужчины | Мужчины |
| ------------------------------ | ------- | ----- | ------- | ------- | ------- | ------- |
| Единицы                        | человек | %     | человек | %       | человек | %       |
| Население                      | 19 877  | 100   | 10 062  | 50,6    | 9815    | 49,4    |
| Плотность населения (чел./км²) | 54,9    | 54,9  | 27,8    | 27,8    | 27,1    | 27,1    |

## Соседние гмины
1. Гмина Бане-Мазурске
2. Гмина Дубенинки
3. Гмина Филипув
4. Гмина Ковале-Олецке